# П-35 (ракета)
П-35/П-6 (Індекс УРАВ ВМФ: 4К44, за класифікацією МО США та НАТО: SS-N-3 Shaddock, з англ. - «Помело») — радянська крилата протикорабельна ракета, розроблена в ОКБ-52, подальший розвиток ПКР П-5. Призначалася для озброєння надводних кораблів, підводних човнів та берегових ракетних комплексів, має гнучкі програмовані траєкторії польоту. Комплекс був призначений для вибраного знешкодження надводних кораблів, що знаходяться за радіолокаційним горизонтом.
П-35 (Індекс УРАВ ВМФ: 4К44; за класифікацією МО США та НАТО: SS-N-3B Sepal) — для стрільби з надводних кораблів.
П-6 (Індекс УРАВ ВМФ: 4К88; за класифікацією МО США та НАТО: SS-N-3C Shaddock) — призначена для стрільби з підводних човнів.

## Історія
17 серпня 1956 року видана Постанова СМ CРCР № 1149-592 про початок розробок протикорабельних крилатих ракет П-6 та П-35. Роботи з проєктування П-6 та П-35 виконувалися в ОКБ-52 В.М.Челомея. Ракети мало чим відрізнялися, але П-6 призначена для підводних човнів, а П-35 - для надводних кораблів. Визначення аеродинамічних характеристик КР було проведено в ЦАДІ (рос. ЦАГИ) під керівництвом академіка А.А.Дородніціна. Модельні випробування дозволили отримати значення основних аеродинамічних характеристик.
Перший пуск ракети П-35 відбувся 21 жовтня 1959 року. П-35 взята на озброєння 1962 р.
Випробування ракети П-6 розпочалися 23 грудня 1959 року. Комплекс П-6 був прийнятий на озброєння дизельних підводних човнів проєкту 651 та атомних підводних човнів проєкту 675 постановою Ради Міністрів СРСР від 23 червня 1964 року.
Для можливості нанесення ударів по надводним кораблям на дистанціях, які перевищували дальність радіолокаційної видимості, була потреба у створенні системи розвідки та цілевказання для протикорабельних ракет. Тому, авіаційна розвідувальна система “Успех” була створена Київським НІІ радіоелектроніки (зараз НПО “Квант”) під керівництвом головного конструктора І.В.Кудрявцева. Вона складалася з бортового радіолокаційного комплекса виявлення надводних цілей і апаратури трансляції радіолокаційної інформації, розміщених на літаках Ту-16РЦ, Ту-95РЦ (пізніше на вертольотах Ка-25РЦ) і на кораблях.Систему розвідки та цілевказання, прийняли на озброєння 1965 року.
Пускова установка для ракети була розроблена КБМ у Москві.
Розробка та створення комплексу відзначені Ленінською премією, підприємство нагороджено орденом Трудового Червоного Прапора.

## Конструкція
Конструктивно ракети П-6/П-35 були подальшим розвитком протикорабельної ракети П-5. Ракети мали одинакові аеродинамічні схеми, стартові прискорювачі і пускові контейнери.
Ракети сімейства П-35 мали сигароподібний фюзеляж з крилом високої стрілоподібності та розташованим під корпусом вертикальним стабілізатором. Рушієм ракета є турбореактивний двигун КРД-26 з розташованим під фюзеляжем в кормовій частині повітрозабірником, старт здійснювався з пускового контейнера за допомогою двох твердопаливних ракетних прискорювачів.
Дальність дії ракети варіювалася в залежності від висоти та профілю польоту. Висота на маршевій ділянці польоту ракети (профіль) могла становити 400 м, 4000 м або 7000 м. Перед атакою проходило зниження до висоти 100 м. Дальність дії змінювалася від 100 км на мінімальній маршевій висоті польоту і до 300 км на максимальній (деякі джерела подають дальність до 460 км для ракети у версії 3М44 «Прогрес»). Максимальна швидкість польоту досягала за різними джерелами до 1800 і навіть 2200 км/год. Маса фугасу бойової частини ракети може досягати до 930 кг (ФКБЧ 4Г48). ПКР мала комбіновану систему наведення: радіокомандну на маршевій ділянці польоту та активне радіолокаційне наведення на кінцевій ділянці. Дальність дії головки самонаведення становила близько 20 км. На маршевій ділянці оператор відстежував політ ракети за допомогою бортової РЛС корабля-носія і командами «вправо» і «вліво» утримував курс у бік цілі. Ракета при цьому мала залишатися в межах видимості радара корабля-носія, тобто вище радіогоризонту.

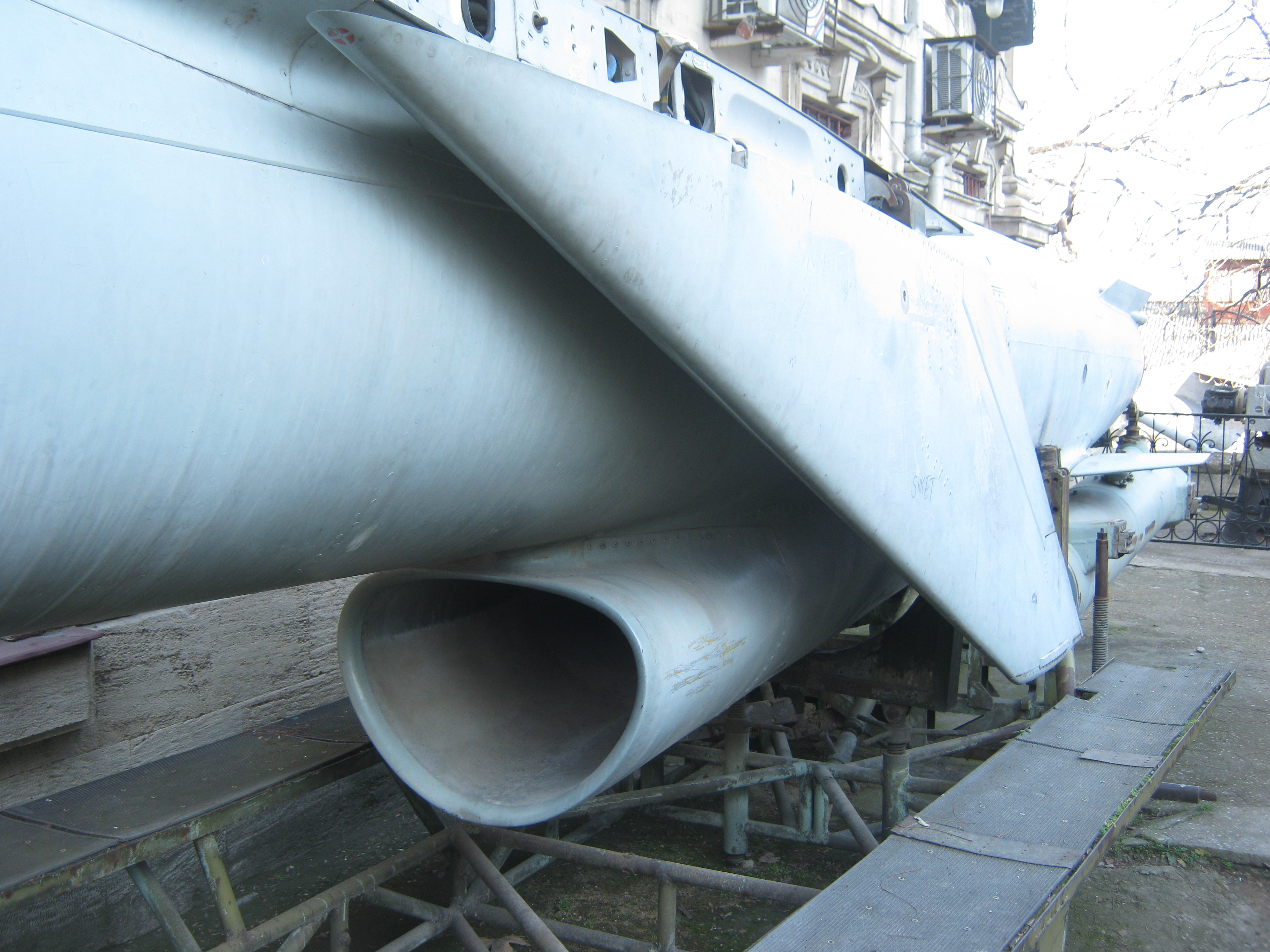
Повітрозабірник ракети П-6

На ділянці атаки, ПКР (перебуваючи вище за радіогоризонт для корабля-носія) вмикала радіолокаційний візир і ретранслювала на корабель дані, що надходять з її головки самонаведення. Оператор вручну здійснював селекцію та розподіл цілей, після цього ракета захоплювала обрану оператором ціль своєю активною радіолокаційною головкою самонаведення та знизившись до висоти 100 метрів, здійснювала атаку. Самонаведення спочатку здійснювалося лише за курсом (в горизонтальній площині), а потім ракета переходила в пологі пікірування, знижуючись до цілі і лише поблизу неї, здійснювала наведення на ціль по тангажу (вертикалі). Також було можливим і застосування ракети проти наземних цілей: при цьому ракета наводилася оператором за даними радіолокаційного візира і пікірувала на ціль під кутом у 80 градусів. Окрім того, був передбачений і повністю автономний режим, без зв'язку з кораблем-носієм, але при цьому ПКР позбавлялася можливості вибору цілі і була більш схильною до дії радіоперешкод.

### П-6
Ракета П-6 призначена для підводних човнів і стрільба ракетою була можлива лише у надводному положенні. 
Використання телеуправління та трансляції зображення цільової обстановки на пульт управління носія. Вперше було вирішено задачу виборного ураження рухомої цілі великої дальності, зокрема при залпі повного боєкомплекту. Комплекс був призначений для ураження надводних кораблів (НК), що знаходяться за горизонтом радіолокації і створювався як складова частина розвідувально-ударної системи, куди також входили супутники УС-А і УС-П для отримання інформації з акваторій Світового океану, центральний пункт оброблення і розподілу інформації, пункт вироблення цілевказівки та передачі їх на стріляючий підводний човен. 
Ракета відрізнялася від П-35 деталями конструкції повітрозабірника і системою наведення: через неможливість для підводного човна здійснювати ефективний зв'язок з ракетою на великій дистанції, сигнал радіовізира ретранслювався з ракети на субмарину за допомогою літака-ретранслятора Ту-95РЦ або вертольота Ка-25Ц. Ракета також дещо відрізнялася від П-35 масою та габаритами. Система ретрансляції була прийнята на озброєння в 1965 році: до цього стрільба П-6 на велику дальність була можлива лише в режимі автономного самонаведення.

## Базування

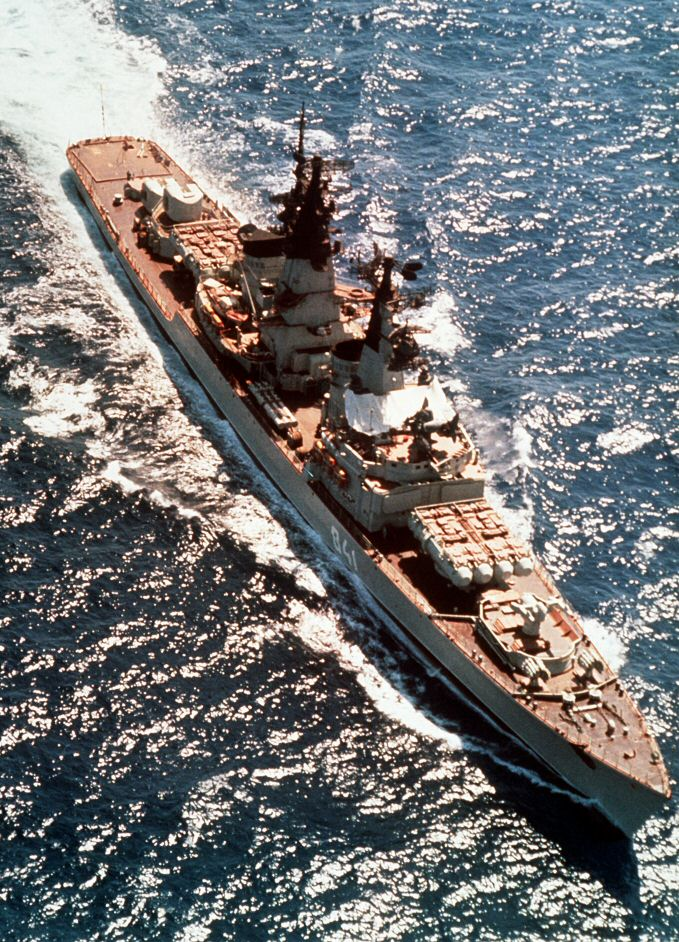
Крейсер проекту 58, з двома зчетверованими ПУ ракет П-35.

### П-35 (4К44)
Ракета П-35 (4К44) запускалася з пускових установок-контейнерів СМ-70, СМ-81, СМ-82, КТ-82, КТ-35-1134. А надводними кораблями-носіями були кораблі проєктів: 901, 902, 58, 61Б, 1134, 64, 159Р.
На ракетних крейсерах проєкту 58 встановлювалася зчетверована поворотна пускова установка СМ-70. Розташована на підставці, що обертається, установка могла повертатися в бік цілі, тим самим полегшуючи наведення ракет на початковій стадії польоту. Установка також мала можливість перезаряджання в морі з ракетних льохів, де зберігався запасний боєкомплект (4 ракети) — але через складність такелажних робіт з важкими ракетами на перезаряджання не можна було покладатися.
Ракетні крейсери проєкту 1134 отримали дві спарені ПУ КТ-35. Поворотного механізму ПУ по горизонталі не мали, а наведення установок виконувалося поворотом корпуса корабля. За проєктом передбачалося що буде чотири запасні ракети, але в процесі будівництва корабля від перезаряджання ПУ відмовилися.
Чотирьохконтейнерна пускова установка СМ-82 була призначена для наземних випробувань комплекса.
Також була і одноконтейнерна пускова установка СМЭ-142 яка призначалася для випробувань на дослідному судні ОС-15 (це переобладнане 1959 року суховантажне судно «Илеть»).
У 1966 році на базі ракети П-35 був створений рухомий береговий ракетний комплекс «Редут», а пізніше і береговий стаціонарний - «Утьос» («Об'єкт 100»), а також ескізні проєкти спеціальних бойових машин (наземних тактичних ракетних комплексів) «об'єкт 560» та «об'єкт 127». Береговий стаціонарний ракетний комплекс «Утьос» («Об'єкт 100») складався з двох стаціонарних підземних позицій поблизу с. Камара (Оборонноє — назва під час окупації Криму росією у 2014 р.) і Кючюк-Мускомія (Рєзєрвноє) в околицях Севастополя. Після розпаду СРСР у 1991 р, та розподілу ЧФ у 1996 р. об'єкт увійшов до складу ВМС України як ракетний дивізіон, який був розформований 2002 р. Перша позиція була ліквідована, друга ж — законсервована. Після окупації Криму у 2014 році росією, окупанти відновили її у 2016 р. включивши до складу 15-ї берегової ракетної бригади та час від часу здійснювали пуски ракет. Також у планах РФ була модернізація комплексу з метою встановлення на ньому пускових шахт під ракети «Оникс» та «Циркон». Мобільний комплекс «Рєдут» має однозарядні пускові установки СПУ-35Б ракет П-35/3М44 на шасі автомобіля БАЗ-135МБ, машину управління, машину з РЛС і транспортно-зарядні машини. У складу ОЗУ «ЧФ» є одна батарея «Рєдуту», яка входить до 25-го дивізіону 11-ї берегової ракетно-артилерійської бригади, розміщеної в Краснодарському краї.

### П-6 (4К88)
Ракета П-6 (4К88) запускалася з контейнерної пускової установки, яка піднімалася в стартове положення на кут 14 градусів. Запуск можливий лише у надводному положенні.

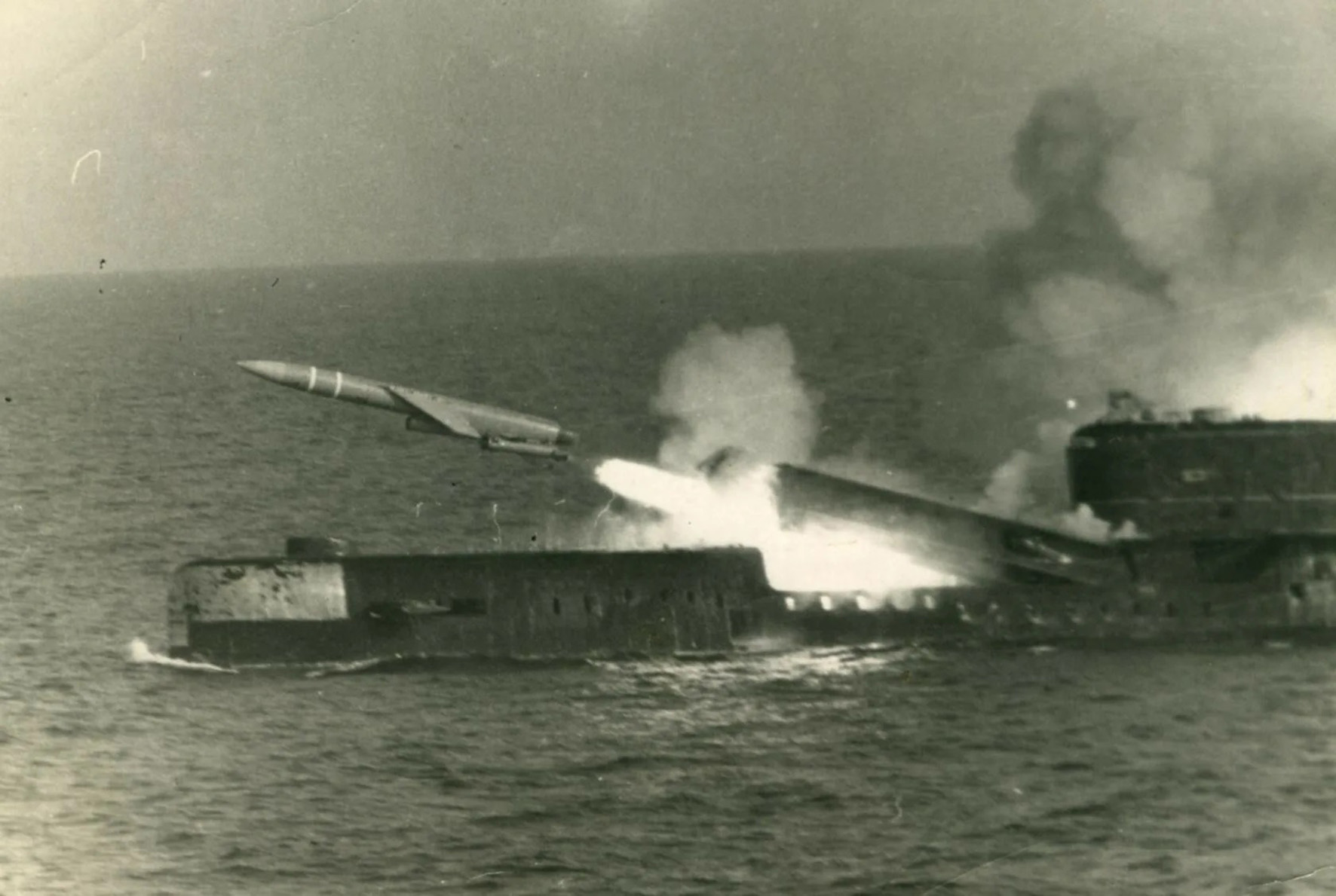
Пуск ракети П-6 або П-5 з підводного човна проєкту 675

## Модифікації
П-6М (4К48) — удосконалена версія ракети П-6.
РМ-6 — ракета мішень, яка створена на базі ракети П-6.

### 3М44 «Прогрес»
Комплекс 3М44 «Прогрес» призначений для ураження ударних угруповань, крейсерів, есмінців, десантних кораблів та великих транспортів супротивника. Призначений для використання на надводних кораблях.
Ракети комплексу 3М44 «Прогрес» є модернізацією ПКР П-35Б комплексу «Рєдут». Роботи з модернізації розпочато у 1974 році. Метою модернізації було покращити систему управління зі збереженням основних систем та загального виду. Основним нововеденням стала бортова система наведення з покращеною перешкодозахищеностю. Також в 3М44 застосовано автоматичне переведення ракети в режим автономного пошуку та вибору цілі у випадку відсутності команд з носія пускової. Для підвищення прихованості польоту висота кінцевої ділянки польоту була знижена з 100-120 м до 20-40 м, а довжина кінцевої ділянки — збільшена з 20 до 50 км. А дальність стрільби зросла з 270 до 460 км. Максимальна швидкість - 1,8 Маха. Випробування проводилися в період з 1976 по 1977 роки. Ракета 3М44 «Прогрес» прийнята на озброєння у 1982 році. Виробництво ракет для берегових комплексів відбувалося в період з 1982 по 1987 роки.

## ТТХ[4][10][5][11][12][6]
|                                      | П-35 (4К44)                            | П-6 (4К88)                             | Прогрес (3М44)                         |
| ------------------------------------ | -------------------------------------- | -------------------------------------- | -------------------------------------- |
| Прийняття на озброєння, рік          | 1962                                   | 1964                                   | 1982                                   |
| Дальність стрільби, км               | 100-270 (300)                          | 15-250 (80-350)                        | до (300) 460                           |
| Висота польоту, м                    | 400—7000 (7500)                        | 400—7500                               | 400—7000 (7500)                        |
| Висота кінцевої ділянки польоту, м   | 100—120                                | 100                                    | 20—40                                  |
| Довжина кінцевої ділянки польоту, км | 20                                     | 20                                     | 50                                     |
| Довжина, м                           | 9,45—9,8—10                            | 10,2—10,8                              |                                        |
| Розмах крила, м                      | 2,67                                   | 2,5                                    | 2,67                                   |
| Діаметр 2 ступені, м                 | 1                                      | 1                                      |                                        |
| Ширина по складеним крилам, м        | 1,544                                  |                                        |                                        |
| Стартова маса,т                      | 4,0—4,2                                | 5,3—5,67                               |                                        |
| Швидкість                            | 1,5М                                   | 1,3М-1,5М                              | 1,8М (макс)                            |
| Тип бойової частини:                 | фугасно-кумулятивна або ядерна (20 кг) | фугасно-кумулятивна або ядерна (20 кг) | фугасно-кумулятивна або ядерна (20 кг) |
| Маса БЧ                              | 800-1000                               | 800-1000                               | до 930                                 |

## Оцінка проєкту
Для свого часу, П-35 та її модифікації були ефективною та небезпечною зброєю. Наведення по радіовізиру дозволяло здійснювати вибір цілі та селекцію перешкод зі значно більшою точністю, ніж дозволила автоматика того часу. Висока швидкість ракети унеможливлювала перехоплення її артилерійським вогнем, а потужна бойова частина дозволяла вражати кораблі будь-якого класу на значній для того часу дистанції.
Проте, ракета мала низку недоліків, головним з яких була велика висота маршової ділянки польоту, що полегшувало виявлення ракет радарами противника. Далекобійні зенітні ракетні комплекси на кшталт RIM-8 "Talos" могли вразити П-35 на дистанціях до 100-150 км ще на маршевій ділянці. Крім того, швидкість ракети була нижчою за швидкість сучасних їй винищувачів (до початку 1960-х вже досягли швидкостей М=2), що дозволяло палубним перехоплювачам збити її на маршевій ділянці.

## Застосування

### Російсько-українська війна
Докладніше: Російське вторгнення в Україну (з 2022)
19 січня 2024 року стало відомо що РФ для ударів по Україні використала ракету П-35 (3М44 «Прогрес»), уламки якої були знайдені.
Оскільки всі ракетні крейсери проєкту 58, що мали на озброєнні ракети П-35, на момент атаки вже списані, то запуск ракети по території України міг здійснюватись з берегового ракетного комплексу «Редут» (станом на 2021 рік РФ за оцінкою мала 8 пускових установок), або з підземного стаціонарного ракетного комплексу «Утьос» («об'єкт 100»), шо знаходиться біля Балаклави в окупованому Росією Криму.